# Xenopus tropicalis
Xenopus tropicalis е вид земноводно от семейство Pipidae.

## Разпространение
Видът е разпространен в Бенин, Буркина Фасо, Гамбия, Гана, Гвинея, Гвинея-Бисау, Екваториална Гвинея (Биоко), Камерун, Кот д'Ивоар, Либерия, Нигерия, Сенегал, Сиера Леоне и Того.